# Porta Batumi Tower
La Porta Batumi Tower es un rascacielos residencial situado en la ciudad de Batumi, Georgia. Con 164 metros de altura y 43 plantas, es el tercer edificio más alto de Georgia a fecha de 2025. Su construcción comenzó en 2014 y finalizó en 2017.